# Haeju
Haeju är den nordkoreanska provinsen Södra Hwanghaes huvudstad, och hade år 2008 cirka en kvarts miljon invånare. Staden är belägen i den sydvästra delen av landet och är en viktig hamnstad både för militären och för Nordkoreas handel med Kina.
Haeju är bland annat känt som den sydkoreanske presidenten Syngman Rhees födelseort. Under den japanska koloniala perioden, då Haeju även kallades Kaishū, utvecklades orten till en viktig järnvägsknut.